# 根木翼
根木 翼（ねき つばさ、男性、1997年1月23日 - ）は、日本の元俳優である。
過去にジョビィキッズプロダクションに所属していた。

## 出演

### 映画
- クローズド・ノート（2007年9月29日公開）植田幸雄 役
- 子猫の涙（2008年）
- リアル鬼ごっこ（2008年）
- アキレスと亀（2008年）

### バラエティ
- キッザニアTV（2006年、BSフジ）

### CM
- バファリン
- ミサワホーム
- 国際自動車〜KMタクシー〜
- コナミ BLUE DRAGON（2007年）
- ベネッセ 進研ゼミ小学講座〜夏の特別篇〜（2007年）
- マクドナルド ハッピーセット　ポケットモンスター編（2007年12月）
- 三菱自動車 デリカD5 ロッククライミング編（2008年5月）
- 関西電力 授業参観編（2008年10月）

### モデル
- こども服「O'ZAPPA」カタログモデル
- 日経「日経kids＋11月号」
- 「DIME　日産セレナタイアップページ　2・3月合併号」
- 月刊誌プレジデントファミリー
- NikonデジタルカメラWEB/CD-ROM素材
- ベネッセ進研ゼミ小学講座